# أماري كوبر
أماري كوبر (بالإنجليزية: Amari Cooper) هو لاعب كرة قدم أمريكية أمريكي، ولد في 17 يونيو 1994 في ميامي في الولايات المتحدة.

## وصلات خارجية
- أماري كوبر على موقع مرجع كرة القدم المحترفة.كوم (الإنجليزية)